# Camillina namibensis
Camillina namibensis är en spindelart som beskrevs av Norman I. Platnick och Murphy 1987. Camillina namibensis ingår i släktet Camillina och familjen plattbuksspindlar.
Artens utbredningsområde är Namibia. Inga underarter finns listade.